# متلازمة غراهام ليتل
متلازمة غراهام ليتل (بالإنجليزية: Graham-Little syndrome)‏ هو مرض جلدي وحالة اضطراب نادر يتميز بفرط في المسام في فروة الرأس والجلد مما يسبب التهاب يصيب بصيلات الشعر وغيرها من المناطق من الجلد. ويتميز بظهور الحزاز المسطح وتميز أيضاً هذا المرض بظهور ثعلبة وحطاطات جلدية.

## الأعراض
قائمة من العلامات والأعراض المذكورة في المصادر المختلفة لمتلازمة Lasseur-غراهام ليتل تشمل 6 الأعراض المذكورة أدناه:
-ثعلبة ندبية(Cicatricial alopecia)
-انسداد جرابي.
-تقران الجريبات الشعرية.
-تدمير بصيلات الشعر

## الأسباب
الأسباب لظهور متلازمة غراهام ليتل غير معروفة حالياً. فمن الممكن أن تكون العوامل البيئية والمناعية على حد سواء تلعب دوراً في ذلك.